# 伊予市立港南中学校
伊予市立港南中学校（いよしりつ こうなんちゅうがっこう）は、愛媛県伊予市米湊にある公立中学校。

## 沿革

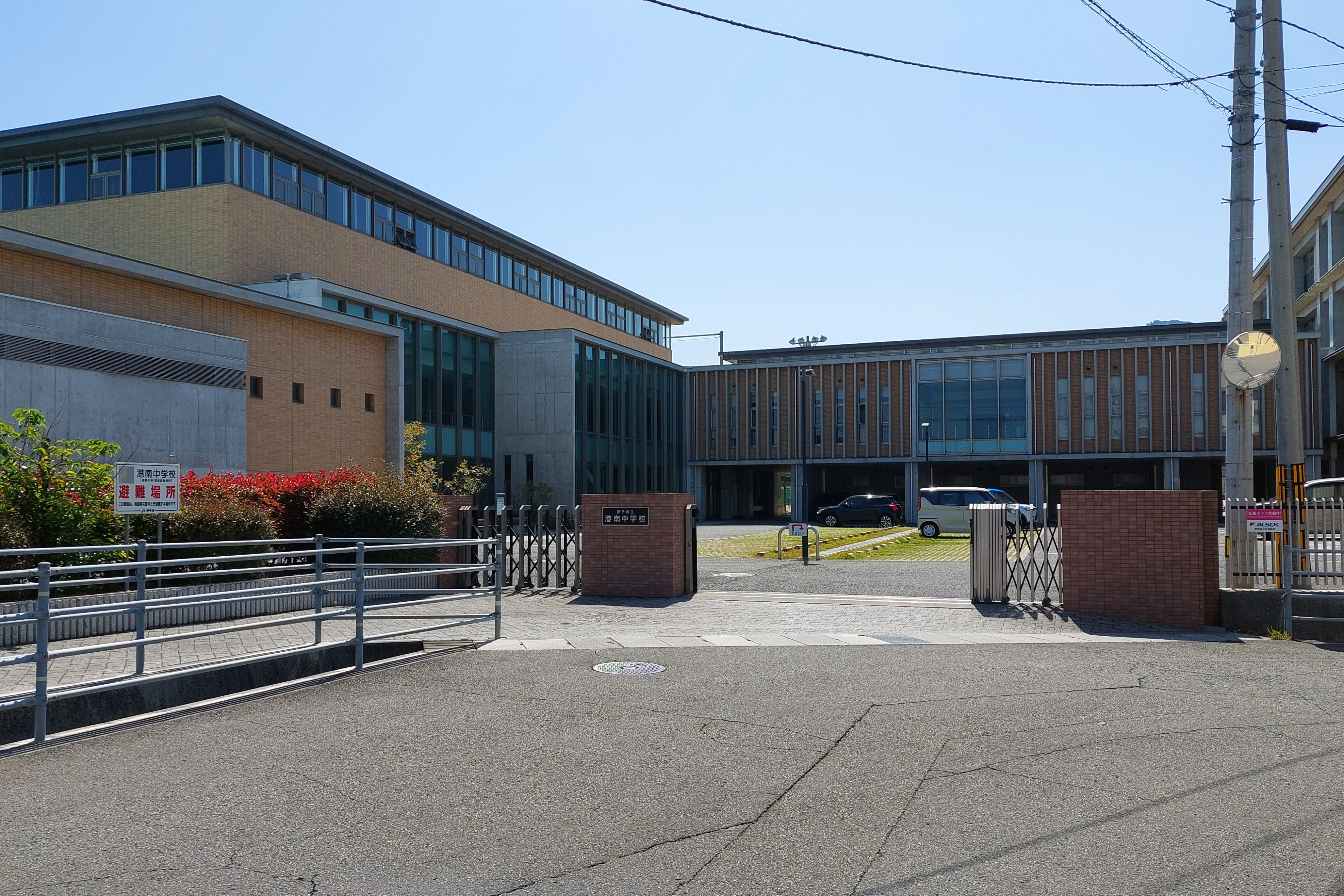
西門と本館校舎

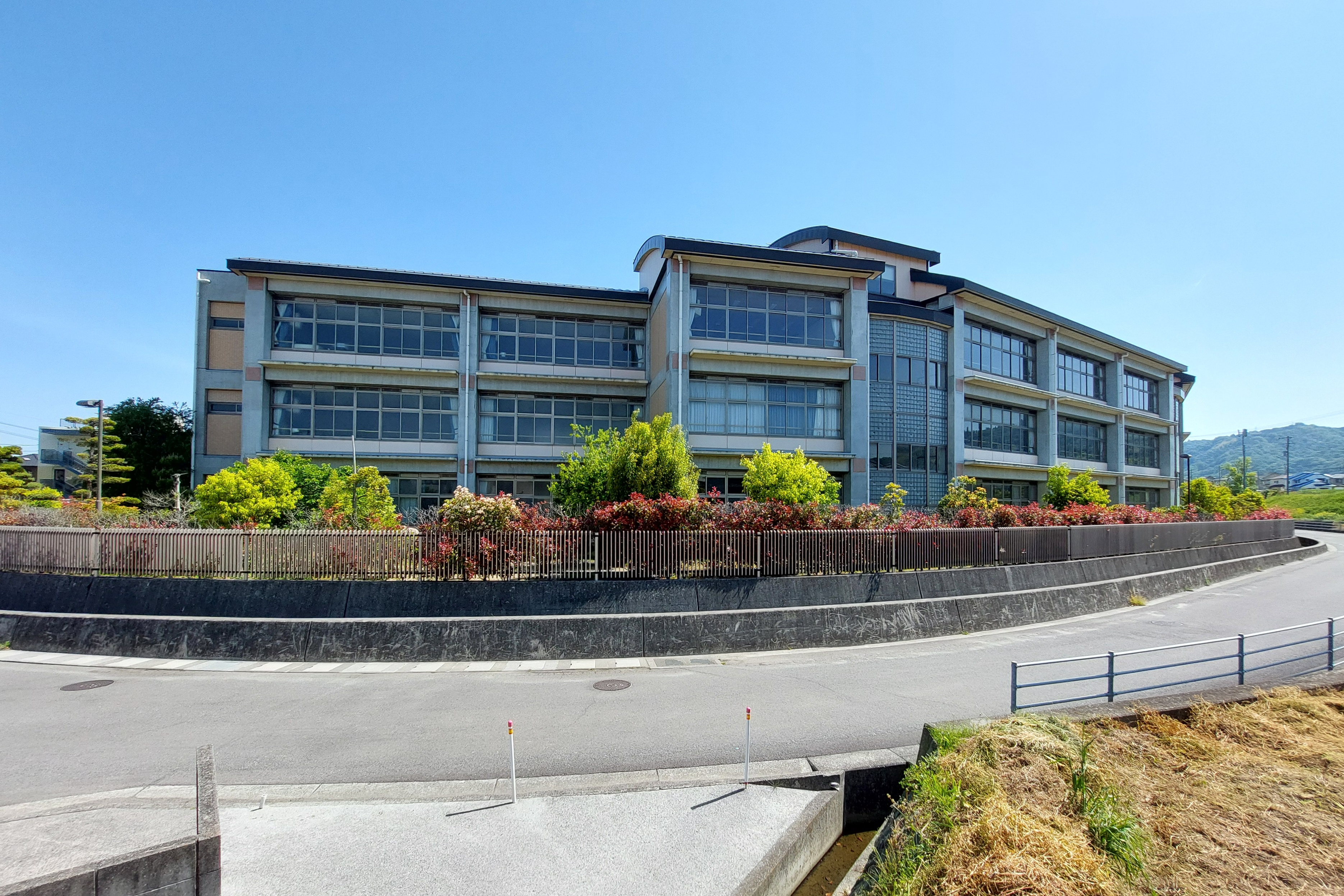
南校舎

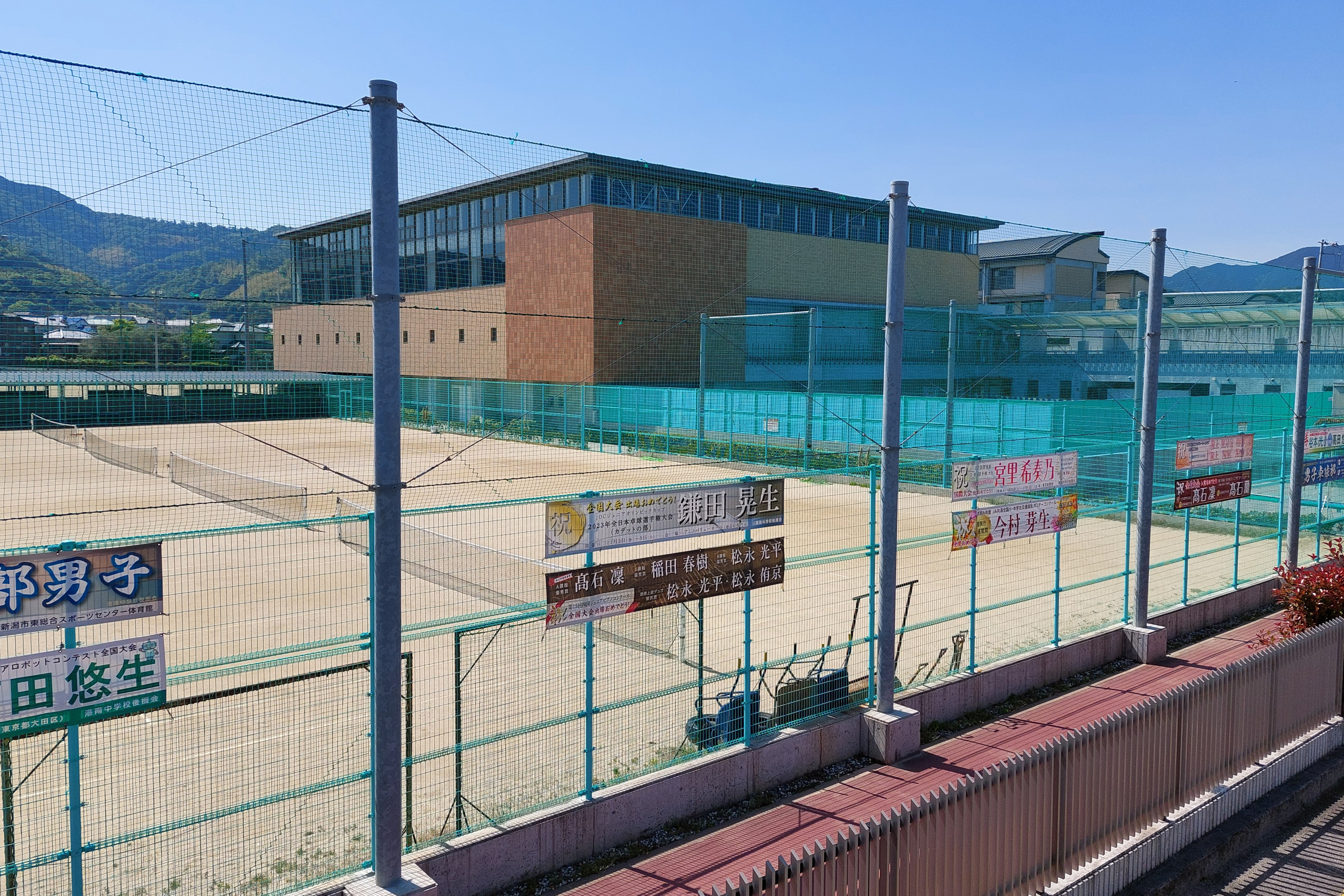
テニスコートと体育館

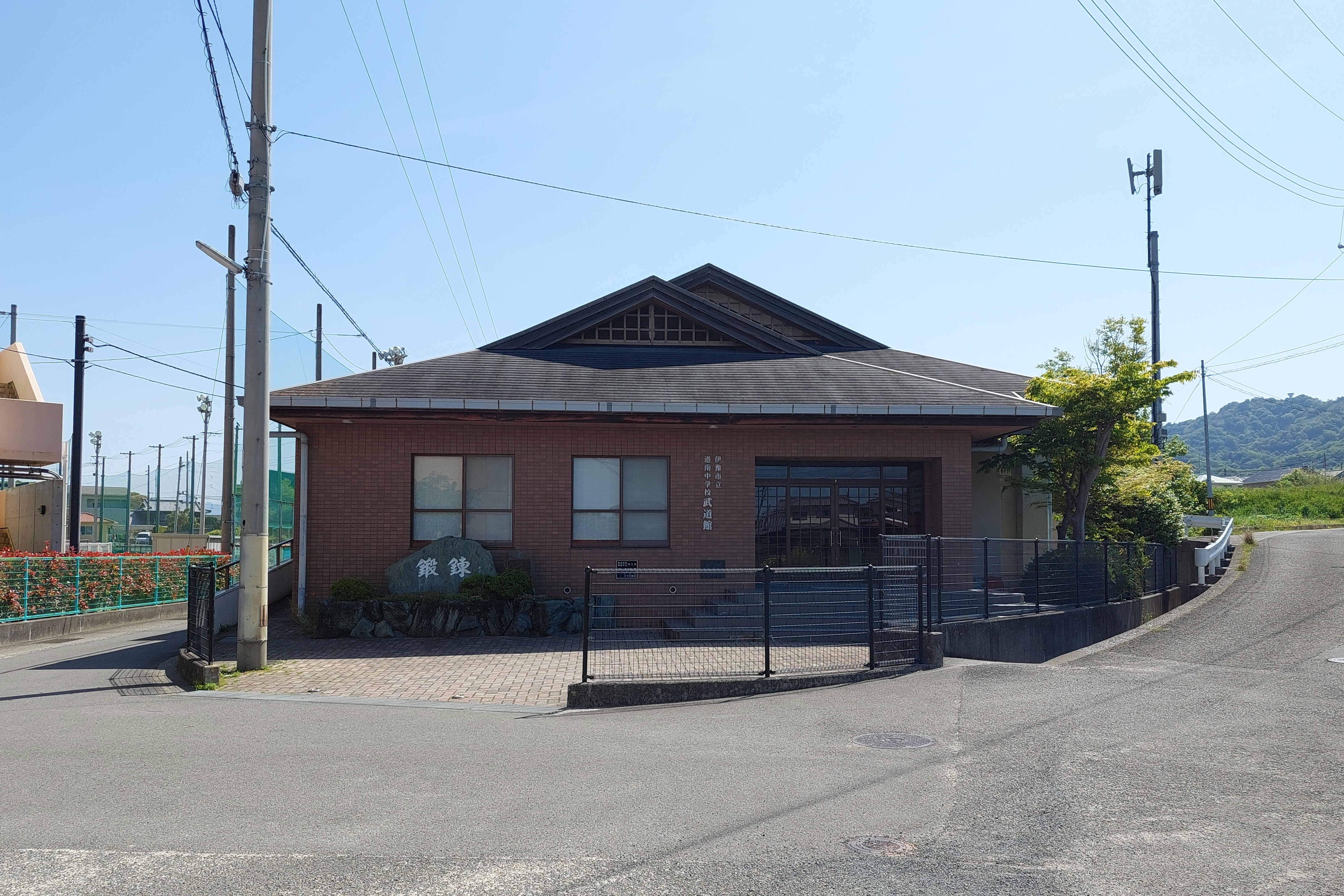
武道館

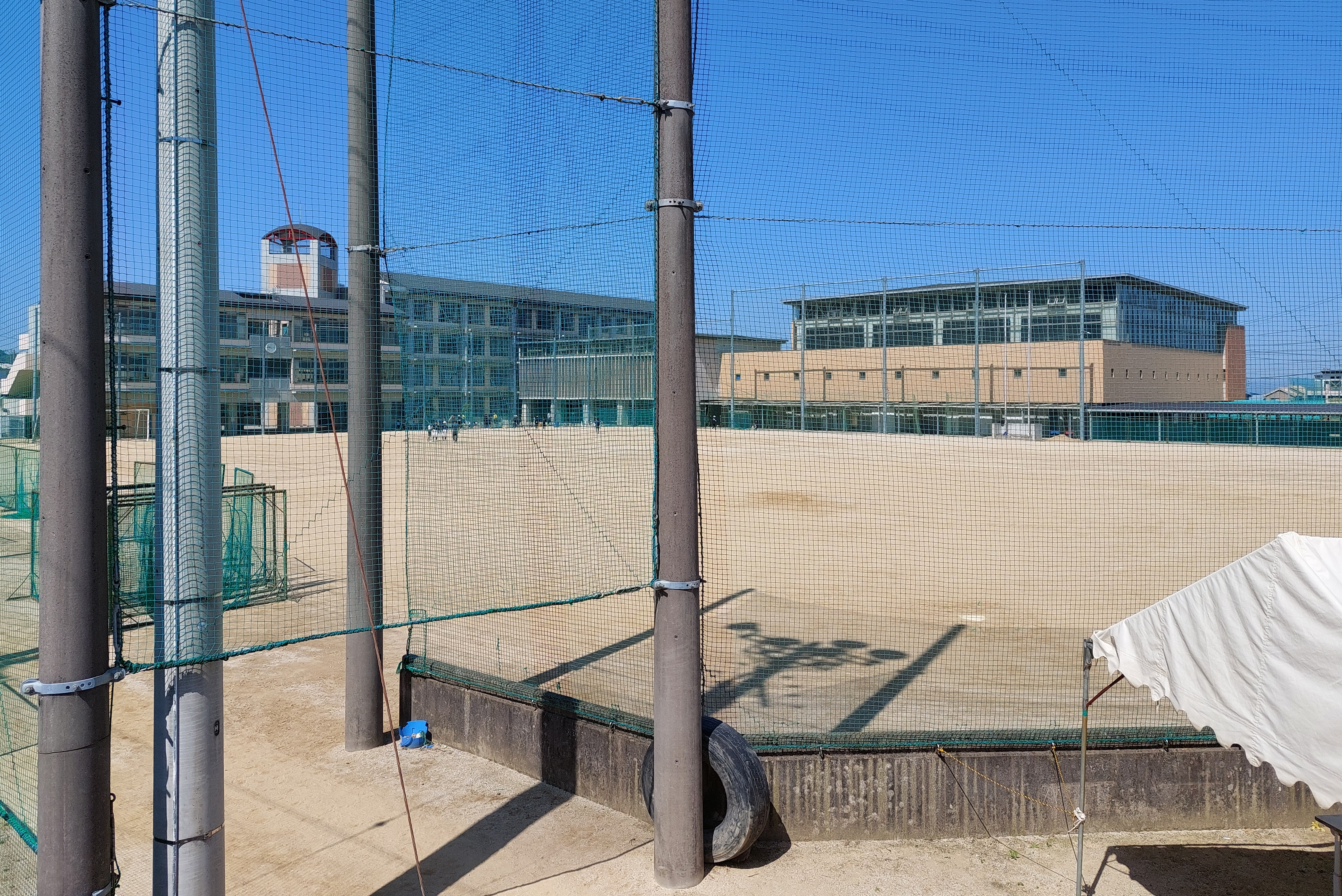
運動場

- 昭和34年9月1日 - 郡中中学校・北山崎中学校を統合し、伊予市立港南中学校と校名決定(名目統合)
- 昭和35年3月20日 - 校旗・校章決定
- 昭和36年4月1日 - 本校と分校に分かれて授業実施
- 昭和37年2月15日 - 校歌・生徒歌制定
- 昭和37年3月9日 - 校舎落成式
- 昭和37年4月1日 - 分校を廃止し、本校に全員収容して授業実施
- 昭和37年5月9日 - 給食開始
- 昭和38年5月6日 - 屋内運動場工事竣工
- 昭和42年4月1日 - 南山崎中学校、本校に統合
- 昭和44年7月3日 - プール竣工
- 昭和44年9月1日 - 創立10周年記念式典挙行
- 昭和52年5月1日 - 愛媛総合警備KKによる機械警備開始
- 昭和54年12月2日 - 創立20周年記念式典、文化祭、バザー挙行
- 昭和56年8月18日 - テニスコートびらき
- 昭和56年11月4日 - 運動場夜間照明完成
- 昭和56年11月5日 - 土俵びらき
- 昭和58年12月7日 - 校名碑竣工
- 昭和59年11月25日 - 創立25周年記念式典挙行
- 平成元年12月10日 - 創立30周年記念式典挙行
- 平成2年12月26日 - 武道場落成記念式典
- 平成8年11月5日 - スクールカウンセラー着任
- 平成11年10月31日 - 創立40周年記念式典挙行
- 平成12年4月1日 - 情緒障害特殊学級、難聴特殊学級新設
- 平成13年3月30日 - 芸予地震破損修復工事
- 平成17年3月 - 体育館倉庫、体育館便所、砂場完成
- 平成17年4月1日 - 知的障害特殊学級新設
- 平成18年3月1日 - 新校舎供用開始
- 平成18年4月1日 - 肢体不自由・情緒障害特別支援学級新設
- 平成19年3月 - 旧校舎解体完了　テニスコート、駐車場完成
- 平成20年11月14日 - 中国四国中学校理科教育研究会
- 平成21年11月14日 - 創立50周年記念式典挙行
- 平成26年1月 - 新屋内運動場・プール供用開始
- 令和元年11月-創立60周年記念式典挙行

## 年行事
- 4月 入学式・修学旅行
- 6月 1年集団宿泊研修
- 9月 運動会
- 11月 港南人権フェスタ・合唱コンクール
- 2月 少年の日記念集会
- 3月 卒業式・修了式

## 通学区域
- 伊予市立郡中小学校、伊予市立北山崎小学校、伊予市立南山崎小学校の通学区域全域。

## 部活動
運動部
- 軟式野球
- ソフトボール
- サッカー
- 陸上競技
- 男子ソフトテニス
- 女子ソフトテニス
- 男子卓球
- 女子卓球
- 男子バスケットボール
- 女子バスケットボール
- 男子バレーボール
- 女子バレーボール
- 水泳
- 柔道
- 剣道

文化部
- 美術
- 技術
- 吹奏楽部

## 専門委員会
- 学級委員会
- 生活委員会
- 体育委員会
- 保健委員会
- 図書委員会
- 放送委員会
- 美化委員会
- 給食委員会

## 著名な出身者
- 浅見八瑠奈 (女子柔道選手)
- 高市賢悟 (柔道選手)
- 岡本剛史 (サッカー選手、FC.IMABARI所属)
- 武田大作 (ボート選手、DCMダイキ所属)
- 藤井秀悟 (元プロ野球選手)
- 中川優 (料理人)
- 水田信二 (お笑い芸人(元和牛)

## 交通アクセス
- JR四国予讃線 伊予市駅より徒歩12分。
- 伊予鉄道郡中線 郡中港駅より徒歩13分。郡中駅より徒歩19分。